# Delfina de Francia
La Delfina de Francia era la esposa del Delfín de Francia (el heredero natural al trono francés). 

## Lista de las Delfinas de Franca

### Casa de Valois
| Imagen | Nombre                        | Padre                                             | Nacimiento                | Matrimonio            | Se convirtió en Delfina                                  | Dejó de ser Delfina                              | Fallecimiento          | Esposo                 |
| ------ | ----------------------------- | ------------------------------------------------- | ------------------------- | --------------------- | -------------------------------------------------------- | ------------------------------------------------ | ---------------------- | ---------------------- |
|        | Juana de Borbón               | Pedro I, duque de Borbón (Borbón)                 | 3 de febrero de 1338      | 8 de abril de 1350    | 22 de agosto de 1350 el esposo se convirtió en Delfín    | 8 de abril de 1364 se convirtió en Reina         | 6 de febrero de 1378   | Carlos, primer Delfín  |
|        | Margarita de Borgoña          | Juan Sin Miedo, duque de Borgoña (Valois-Borgoña) | 1393                      | 31 de agosto de 1412  | 31 de agosto de 1412                                     | 18 de diciembre de 1415 fallecimiento del esposo | 2 de febrero de 1441   | Luis, sexto delfín     |
|        | Jacqueline, condesa de Henao  | Guillermo II, duque de Baviera (Wittelsbach)      | 16 de agosto de 1401      | 6 de agosto de 1415   | 18 de diciembre de 1415 el esposo se convierte en Delfín | 4 de abril de 1417 fallecimiento de su esposo    | 8 de octubre de 1436   | Juan, séptimo Delfín   |
|        | Margarita Estuardo de Escocia | Jacobo I de Escocia (Estuardo)                    | 25 de diciembre de 1424   | 24 de junio de 1436   | 24 de junio de 1436                                      | 16 de agosto de 1445                             | 16 de agosto de 1445   | Luis, noveno Delfín    |
|        | Carlota de Saboya             | Luis, duque de Saboya (Saboya)                    | 11 de noviembre de 1443/5 | 14 de febrero de 1451 | 14 de febrero de 1451                                    | 22 de julio de 1461 se convirtió en Reina        | 1 de diciembre de 1483 | Luis, noveno Delfín    |
|        | Catalina de Médicis           | Lorenzo II de Médicis, duque de Urbino (Médicis)  | 13 de abril de 1519       | 28 de octubre de 1533 | 10 de agosto de 1536 el esposo se convirtió en Delfín    | 31 de marzo de 1547 se convirtió en Reina        | 5 de enero de 1589     | Enrique, 16.º Delfín   |
|        | María, reina de Escocia       | Jacobo V de Escocia (Estuardo)                    | 8 de diciembre de 1542    | 24 de abril de 1558   | 24 de abril de 1558                                      | 10 de julio de 1559 se convirtió en Reina        | 8 de febrero de 1587   | Francisco, 17.º Delfín |

### Casa de Borbón
| Imagen | Nombre                                  | Padre                                                | Nacimiento              | Matrimonio             | Se convirtió en Delfina                                   | Dejó de ser Delfina                              | Fallecimiento         | Esposo                                |
| ------ | --------------------------------------- | ---------------------------------------------------- | ----------------------- | ---------------------- | --------------------------------------------------------- | ------------------------------------------------ | --------------------- | ------------------------------------- |
|        | Duquesa María Ana Victoria de Baviera   | Fernando María, elector de Baviera (Wittelsbach)     | 28 de noviembre de 1660 | 7 de marzo de 1680     | 7 de marzo de 1680                                        | 20 de abril de 1690                              | 20 de abril de 1690   | Luis, "le Grand Dauphin", 20.º Delfín |
|        | Princesa María Adelaida de Saboya       | Víctor Amadeo II de Cerdeña (Saboya)                 | 6 de diciembre de 1685  | 7 de diciembre de 1697 | 14 de sabril de 1711 esl esposo se convierte en Delfín    | 12 de febrero de 1712                            | 12 de febrero de 1712 | Luis, "le Petit Dauphin", 21.º Delfín |
|        | Infanta María Teresa Rafaela de España  | Felipe V de España (Borbón)                          | 11 de junio de 1726     | 23 de febrero de 1745  | 23 de febrero de 1745                                     | 22 de julio de 1746                              | 22 de julio de 1746   | Luis, 24.º Delfín                     |
|        | Princesa María Josefa de Sajonia        | Augusto III de Polonia (Wettin)                      | 4 de noviembre de 1731  | 9 de febrero de 1747   | 9 de febrero de 1747                                      | 20 de diciembre de 1765 fallecimiento del esposo | 13 de marzo de 1767   | Luis, 24.º Delfín                     |
|        | Archiduquesa María Antonieta de Austria | Francisco I, emperador de Austria (Habsburgo-Lorena) | 2 de noviembre de 1755  | 16 de mayo de 1770     | 16 de mayo de 1770                                        | 10 de mayo de 1774 se convirtió en Reina         | 16 de octubre de 1793 | Luis Augusto, 25.º Delfín             |
|        | Princesa María Teresa de Francia        | Luis XVI de Francia (Borbón)                         | 19 de diciembre de 1778 | 10 de junio de 1799    | 16 de septiembre de 1824 el esposo se convirtió en Delfín | 2 de agosto de 1830 se convirtió en Reina        | 19 de octubre de 1851 | Luis Antonio, Duque de Angulema       |